# 요변성
요변성 또는 틱소트로피(thixotropy)는 이산구조의 점성토가 시간이 지남에 따라 면모구조화 되면서 강도를 회복하는 현상이다.

## 정의
수중에서 퇴적된 점토를 인위적으로 교란시키면 흙의 전단강도가 현저하게 저하되게 된다. 교란된 흙은 시간이 지남에 따라 서서히 강도가 증가하게 되지만 교란전의 강도를 회복하지는 못한다. 이와 같이 점성토에서 잃었던 강도를 다시 원상태로 회복하려는 현상을 틱소트로피(Thixotropy)라고 한다.

## 원리
틱소트로피로 인한 강도증가의 원인은 교란으로 인해 이산구조로 되었던 점성토가 면모구조로 바뀌려는 경향 때문인 것으로 알려져 있다.

## 같이 보기
- 중합체
- 시간의존성 점도
- 유변성: 유체가 층밀림힘을 받는 시간이 길 수록 점성도가 높아진다. 시간 의존적 층밀림 두꺼워지기 행동이다.
- 층밀림 두꺼워지기: 유변성과 비슷하나, 시간의 흐름과 상관없다.
- 층밀림 얇아지기: 요변성과 비슷하나, 시간의 흐름과 상관없다.

## 참고 문헌
- 이인모 (2013). 《토질역학의 원리》 2판. 씨아이알. ISBN 9791156100096.